# Den tredje vågen
Den tredje vågen är en svensk-finländsk action-thriller från 2003 i regi av Anders Nilsson, med Jakob Eklund och Irina Björklund i huvudrollerna. Filmen hade Sverigepremiär den 15 oktober 2003.

## Handling
Johan Falks tidigare chef vid Göteborgspolisen, Ola Sellberg, blir chef för avdelningen mot organiserad brottslighet vid Europol i Haag och vill gärna anställa sin gamla kollega. Falk är med sin familj på väg hemåt från en längre bilsemester och arbetsresa genom Europa och gör upp om att träffa Sellberg i Haag.
Samtidigt inser en svenska i London, Rebecka Åkerström, vilka affärer hennes sambo är inblandad i och flyr från denne. Hon kontaktar Europols svenske chef som hon sett på TV och Ola Sellberg har därmed möten med Johan och med Rebecka efter varandra på samma restaurang.
Och därmed möts Johan och Rebecka under omständigheter som oundvikligen tvingar in honom i hennes trassliga förflutna. En actionfylld jakt på bevis mot hennes fd sambo tar sin början...

## Budget
Filmen hade en budget på 34 miljoner kr, vilket var ovanligt mycket för en svensk film. [källa behövs]

## Om filmen
Filmen spelades in 3 mars - 23 maj 2003 i London, Haag, München, Dunkerque, Grevenmacher, Harwich, Göteborg, Hoek van Holland, Trollhättan, Vänersborg, Uddevalla, Belgien och Schweiz.
Den hade premiär den 15 oktober 2003 och är tillåten från 15 år.

## Rollista
- Jakob Eklund - Johan Falk
- Irina Björklund - Rebecca Åkerström
- Marie Richardson - Helén Andersson
- Hanna Alsterlund - Nina Andersson
- Lennart Hjulström - Ola Sellberg
- Nicholas Farrell - Devlin
- Ben Pullen - Kane
- Sylvester Groth - Dauphin
- John Benfield - Stevens
- Robert Giggenbach - Sorensen
- Pierre Deny - Leblanc
- Emmanuel Limal - Rocca
- Eric Voge - Stanton
- Jacqueline Ramel - Anja Månsdottir
- Richard Froelich - Müller
- Patrik Karlson - Garcia
- Jonatan Blode - Bodine
- Stefan Marling - Terry
- Hans Hatwig - Portier på Motel Röhmer
- Fredrik Dolk - Peter Kroon
- Jerker Fahlström - Borglund
- Anna Sara Roucoulet - Renate, hotellreceptionist
- Ingvar Haggren - Långtradarchaufför
- Tina Ljung - Polis utanför München Plaza
- Johan Wikström - Polis i lobbyn München Plaza
- Mikael Fjelldal - Mobiltelefonförsäljaren
- Maria Hörnelius - Länspolismästare Franzén
- Magnus "IQ" Lindström - Polis utanför hotellentrén på München Plaza

## Musik i filmen
- Message from My Heart, musik Bengt Nilsson och Anders Olsson, text Anders Olsson